# Victoria (øl)
 For alternative betydninger, se Victoria. (Se også artikler, som begynder med Victoria)
Victoria er et ølmærke af typen lager med en lang historie i Mexico. Det blev første gang produceret i 1865 da bryggeriet Compañia Cervecera Toluca y México blev grundlagt. Produktionen blev overtaget af Cervecería Modelo i 1935.